# 린가오위안

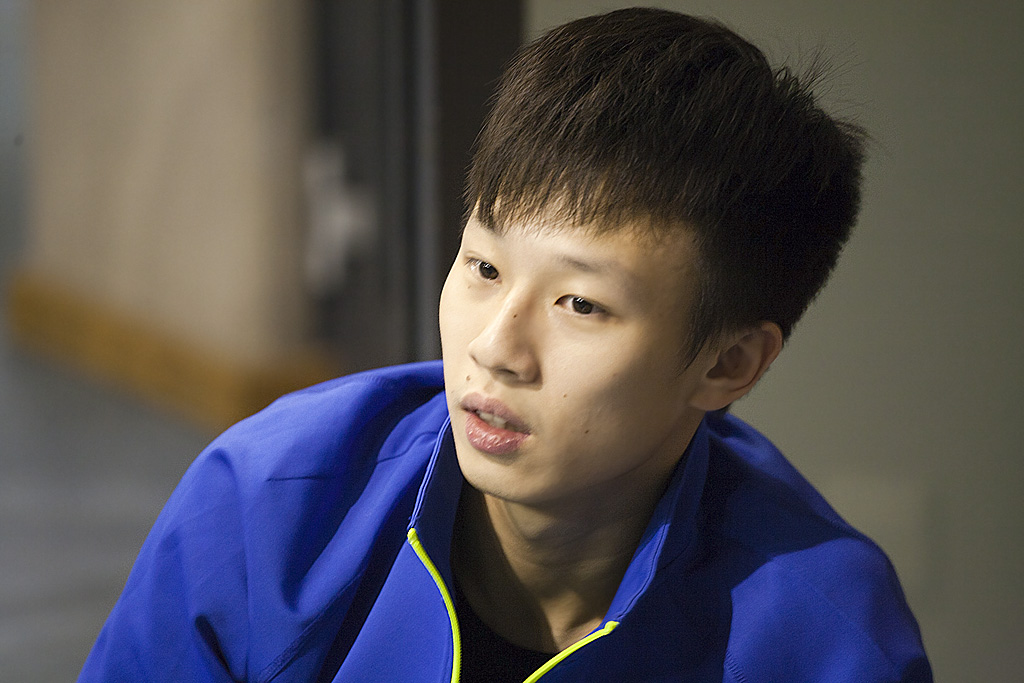
린가오위안

린가오위안(林高远, língāoyuăn)은 중국의 남자 탁구 선수이다.